# Farace
Farace (in greco antico: Φάραξ?, Phàrax; metà V secolo a.C. – dopo il 396 a.C.) è stato un militare spartano.

## Biografia
Farace era uno dei dieci che vennero nominati dagli Spartani nel 418 a.C. per controllare il re Agide. Nella battaglia di Mantinea, in quell'anno, fece rimanere troppo a lungo le truppe spartane addosso al nemico sconfitto, correndo così il rischio di far abbassare il loro morale.
Diodoro Siculo dice che fu tra i più grandi in virtù dei suoi connazionali, mentre Pausania scrive che era uno di coloro ai quali gli Efesini eressero una statua nel tempio di Artemide dopo la fine della guerra del Peloponneso.
Farace ricoprì il ruolo di navarca nel 397 a.C. e cooperò con Dercillida nell'invasione della Caria, dove si trovavano le proprietà del satrapo Tissaferne. Nel 396 a.C. assediò con 120 navi Cauno, dove poi Conone fu di stanza, ma fu costretto a ritirarsi per l'avvicinarsi di un grande contingente che secondo Diodoro era comandato da Farnabazo ed Artaferne, anche se il secondo nome potrebbe essere errato e riferirsi invece a Tissaferne.
Teopompo scrisse che Farace era molto amante del lusso, e sotto questo aspetto era più come un greco di Sicilia che uno Spartano.